# Wunmi Mosaku
Wunmi Mosaku, född 31 july 1986 i Zaria, är en nigeriansk-brittisk skådespelare.
Mosaku har bland annat medverkat i TV-serierna Ett fall för Vera och Loki. Hon har även medverkat i filmen Philomena från 2013.

## Filmografi (i urval)
- 2011–2012 – Ett fall för Vera (TV-serie)
- 2013 – Dancing on the Edge (TV-serie)
- 2013 – Philomena
- 2017 – The End of the F***ing World (TV-serie)
- 2017 – Utan rädsla (TV-serie)
- 2021 – Loki (TV-serie)